# 村上大介
村上 大介（むらかみ だいすけ、英語: Daisuke "Dice" Murakami, 1991年1月15日 - ）は、神奈川県出身、アメリカ、日本の元フィギュアスケート選手（男子シングル）。

## 経歴
横浜インターナショナルスクール[ESL]～セント・メリーズ・インターナショナル・スクールを経て、9歳のとき両親とともにアメリカ合衆国へ渡り、スケートを始めた。
2009-2010年シーズンまでのコーチ・ニコライ・モロゾフにも指導を受けている。
2004年全米選手権ノービスクラスで2位に入り、翌2004-2005年シーズンからアメリカ代表としてISUジュニアグランプリに参戦。
2006年の全米選手権ではジュニアクラスで4位となり、世界ジュニア選手権代表に選出、世界ジュニア選手権では11位となる。なおこのときには、日本代表で大会に優勝した小塚崇彦のインタビューで通訳をかって出ている。
2007-2008シーズンに所属を日本に移す。全日本フィギュアスケートジュニア選手権で5位となり、翌2008-2009シーズンは日本代表としてもISUジュニアグランプリに参戦。初出場となった全日本選手権で5位となり、新人賞を受賞する。2009-2010シーズンは開催国選出でNHK杯に出場した。
2012年のNHK杯はSPの前日の公式練習で右肩を脱臼したが出場。しかし、ジャンプの転倒で再び脱臼を起こし、演技中に途中棄権をした。続く全日本選手権は手術の影響で欠場を発表した。
2014-2015シーズン、NHK杯ではSPで自己ベストを10点近く更新して3位に立つと、翌日のFSでは二本の四回転を決めるなどし166.39点と自己ベストを大幅に更新。トータルでも246.07点と自己ベストを40点以上更新し、羽生結弦や無良崇人らを抑えてグランプリシリーズ初優勝を果たした。全日本選手権はFSでミスが重なり総合7位となるも、四大陸選手権の代表に選出。そこではNHK杯で更新した自己ベストをさらに更新し、日本人選手最高位の4位だった。
2015-2016シーズン、グランプリシリーズでは2戦連続で銅メダルを獲得。初出場となったグランプリファイナルでは6位。全日本選手権では7位となる。
2016-2017シーズン、スケートアメリカ、カップオブチャイナは右足甲の負傷で直前に欠場を発表した。
2018年6月14日、自身のYouTubeチャンネルにて、競技からの引退を発表した。
同年10月、オレゴン州シャーウッドのシャーウッドアイスアリーナのコーチングスタッフに就任した。
2023年6月、アーバイン (カリフォルニア州)のGreat Park Iceと契約することを、自身のSNSで発表した。

## 技術
2種類の4回転ジャンプ（4回転トウループと4回転サルコウ）を跳ぶことのできる選手である。
2014-2015シーズン、4回転サルコウをISU公認大会であるNHK杯でSPで1度、FSで2度、1試合中にSP,FS合計で3度公式に認定された。これは日本人選手としては初である。

## 主な戦績

### 2009-2010シーズンから
| 大会/年              | 2009-10 | 2010-11 | 2011-12 | 2012-13  | 2013-14 | 2014-15 | 2015-16 | 2016-17 | 2017-18 |
| -------------------- | ------- | ------- | ------- | -------- | ------- | ------- | ------- | ------- | ------- |
| 四大陸選手権         |         |         |         |          |         | 4       |         |         |         |
| 全日本選手権         | 19      | 7       | 6       |          | 10      | 7       | 7       |         | 5       |
| GPファイナル         |         |         |         |          |         |         | 6       |         |         |
| GPエリック杯         |         |         |         |          |         |         | 3       |         |         |
| GPスケートカナダ     |         |         |         |          |         |         | 3       |         |         |
| GP NHK杯             | 9       |         |         | 途中棄権 |         | 1       |         |         | 欠場    |
| GPスケートアメリカ   |         | 5       | 6       |          |         |         |         |         |         |
| CSオータムクラシック |         |         |         |          |         |         |         |         | 8       |
| CSネペラ記念         |         |         |         |          |         |         |         | 4       |         |
| CS USクラシック      |         |         |         |          |         | 3       |         |         |         |
| プランタン杯         |         |         |         |          | 1       | 1       |         |         |         |
| メラーノ杯           |         |         | 1       |          | 2       |         |         |         |         |
| トリグラフ杯         |         | 2       |         | 3        |         |         |         |         |         |
| ネペラ記念           |         |         | 1       | 2        |         |         |         |         |         |
| フィンランディア杯   | 7       | 5       |         |          |         |         |         |         |         |
| ユニバーシアード     |         | 3       |         |          |         |         |         |         |         |

### 2008-2009シーズンまで
- 2007-2008シーズンからは日本に所属
- 2006-2007シーズンまではアメリカに所属

| 大会/年              | 2003-04 | 2004-05 | 2005-06 | 2006-07 | 2007-08 | 2008-09 |
| -------------------- | ------- | ------- | ------- | ------- | ------- | ------- |
| 全日本選手権         |         |         |         |         |         | 5       |
| 世界Jr.選手権        |         |         | 11      |         |         |         |
| 全日本Jr.選手権      |         |         |         |         | 5       | 3       |
| 全米選手権           |         |         | 4 J     | 15      |         |         |
| JGPスケートサファリ  |         |         |         |         |         | 4       |
| JGP台湾              |         |         |         | 4       |         |         |
| JGPメキシコ          |         |         |         | 3       |         |         |
| JGP中国              |         | 11      |         |         |         |         |
| エイゴンチャレンジ杯 |         |         |         |         |         | 1 J     |
| トリグラフ杯         | 1 N     |         |         |         |         |         |

- N = ノービスクラス
- J = ジュニアクラス

### 詳細
| 2017-2018 シーズン    |                                                               |         |          |          |
| 開催日                | 大会名                                                        | SP      | FS       | 結果     |
| 2017年11月10日 - 12日 | ISUグランプリシリーズNHK杯（大阪）                            |         |          | 欠場     |
| 2017年9月20日 - 23日  | ISUチャレンジャーシリーズオータムクラシック（ピエールフォン） | 7 70.09 | 8 130.50 | 8 200.59 |

| 2016-2017 シーズン      |                                                                        |         |          |          |
| 開催日                  | 大会名                                                                 | SP      | FS       | 結果     |
| 2016年9月29日 - 10月2日 | ISUチャレンジャーシリーズ オンドレイネペラメモリアル（ブラチスラヴァ） | 8 66.17 | 4 149.89 | 4 216.06 |

| 2015-2016 シーズン       |                                                          |         |          |          |
| 開催日                   | 大会名                                                   | SP      | FS       | 結果     |
| 2015年12月24日 - 27日    | 第84回全日本フィギュアスケート選手権（札幌）             | 4 83.49 | 8 131.07 | 7 214.56 |
| 2015年12月9日 - 13日     | 2015/2016 ISUグランプリファイナル（バルセロナ）          | 5 83.47 | 6 152.02 | 6 235.49 |
| 2015年11月13日 - 15日    | ISUグランプリシリーズ エリック・ボンパール杯（ボルドー） | 3 80.24 | 中止     | 3        |
| 2015年10月30日 - 11月1日 | ISUグランプリシリーズ スケートカナダ（レスブリッジ）     | 1 80.88 | 3 171.37 | 3 252.25 |
| 2015年10月3日            | 2015年ジャパンオープン（さいたま）                       | -       | 5 145.77 | 1 団体   |

| 2014-2015 シーズン    |                                                                                |         |          |          |
| 開催日                | 大会名                                                                         | SP      | FS       | 結果     |
| 2015年3月13日 - 15日  | 2015年プランタン杯（ルクセンブルク市）                                         | 1 73.20 | 1 143.53 | 1 216.73 |
| 2015年2月9日 - 15日   | 2015年四大陸フィギュアスケート選手権（ソウル）                                 | 6 82.86 | 3 173.61 | 4 256.47 |
| 2014年12月25日 - 28日 | 第83回全日本フィギュアスケート選手権（長野）                                   | 4 81.28 | 8 120.80 | 7 202.08 |
| 2014年11月28日 - 30日 | ISUグランプリシリーズ NHK杯（門真）                                            | 3 79.68 | 1 166.39 | 1 246.07 |
| 2014年9月10日 - 14日  | ISUチャレンジャーシリーズ USインターナショナルクラシック（ソルトレイクシティ） | 2 68.56 | 3 136.11 | 3 204.67 |

| 2013-2014 シーズン    |                                                  |          |          |           |
| 開催日                | 大会名                                           | SP       | FS       | 結果      |
| 2014年3月14日 - 16日  | 2014年プランタン杯（ルクセンブルク市）           | 1 65.07  | 2 121.40 | 1 186.47  |
| 2013年12月20日 - 23日 | 第82回全日本フィギュアスケート選手権（さいたま） | 13 65.71 | 9 140.15 | 10 205.86 |
| 2013年11月14日 - 17日 | 2013年メラーノ杯（メラーノ）                     | 2 73.84  | 1 149.05 | 2 222.89  |

| 2012-2013 シーズン   |                                                    |         |          |          |
| 開催日               | 大会名                                             | SP      | FS       | 結果     |
| 2013年3月27日 - 31日 | 2013年トリグラフトロフィー（ブレッド）             | 3 66.69 | 3 110.74 | 3 177.43 |
| 2012年10月3日 - 7日  | 2012年オンドレイネペラトロフィー（ブラチスラヴァ） | 3 69.12 | 3 137.87 | 2 206.99 |

| 2011-2012 シーズン      |                                                      |         |          |          |
| 開催日                  | 大会名                                               | SP      | FS       | 結果     |
| 2011年12月22日 - 26日   | 第80回全日本フィギュアスケート選手権（門真）         | 9 62.65 | 5 140.76 | 6 203.41 |
| 2011年11月18日 - 20日   | 2011年メラーノ杯（メラーノ）                         | 1 63.72 | 1 133.04 | 1 196.76 |
| 2011年10月21日 - 23日   | ISUグランプリシリーズ スケートアメリカ（オンタリオ） | 3 70.67 | 9 122.65 | 6 193.32 |
| 2011年9月28日 - 10月2日 | 2011年オンドレイネペラメモリアル（ブラチスラヴァ）   | 1 73.19 | 3 140.18 | 1 213.37 |

| 2010-2011 シーズン     |                                                        |         |          |          |
| 開催日                 | 大会名                                                 | SP      | FS       | 結果     |
| 2011年4月7日 - 10日    | 2011年トリグラフトロフィー（イェセニツェ）             | 2 72.68 | 2 139.35 | 2 212.03 |
| 2011年1月30日 - 2月5日 | ユニバーシアード冬季競技大会（エルズルム）             | 2 76.04 | 5 126.79 | 3 202.83 |
| 2010年12月24日 - 27日  | 第79回全日本フィギュアスケート選手権（長野）           | 7 69.39 | 8 129.32 | 7 198.71 |
| 2010年11月12日 - 14日  | ISUグランプリシリーズ スケートアメリカ（ポートランド） | 5 67.01 | 4 135.99 | 6 203.00 |
| 2010年10月7日 - 10日   | 2010年フィンランディア杯（ヴァンター）                 | 2 66.09 | 5 116.94 | 5 183.03 |

| 2009-2010 シーズン    |                                              |          |           |           |
| 開催日                | 大会名                                       | SP       | FS        | 結果      |
| 2009年12月25日 - 27日 | 第78回全日本フィギュアスケート選手権（門真） | 20 52.19 | 15 102.71 | 19 154.90 |
| 2009年11月5日 - 8日   | ISUグランプリシリーズ NHK杯（長野）          | 9 66.78  | 8 114.26  | 9 181.04  |
| 2009年10月9日 - 10日  | 2010年フィンランディア杯（ヴァンター）       | 5 64.26  | 9 113.61  | 7 177.87  |

| 2008-2009 シーズン    |                                                        |         |          |          |
| 開催日                | 大会名                                                 | SP      | FS       | 結果     |
| 2009年3月5日 - 7日    | 2009年エイゴンチャレンジ杯 ジュニアクラス（ハーグ）    | 1 64.50 | 2 113.96 | 1 178.46 |
| 2008年12月25日 - 27日 | 第77回全日本フィギュアスケート選手権（長野）           | 4 71.30 | 7 116.20 | 5 187.50 |
| 2008年11月23日 - 24日 | 第77回全日本フィギュアスケートジュニア選手権（名古屋） | 2 65.95 | 4 107.50 | 3 173.45 |
| 2008年10月8日 - 12日  | ISUジュニアグランプリ スケートサファリ（ケープタウン） | 2 61.81 | 4 106.25 | 4 168.06 |

| 2007-2008 シーズン    |                                                      |         |          |          |
| 開催日                | 大会名                                               | SP      | FS       | 結果     |
| 2007年11月24日 - 25日 | 第76回全日本フィギュアスケートジュニア選手権（仙台） | 2 54.95 | 6 102.02 | 5 156.97 |

| 2006-2007 シーズン    |                                                    |          |           |           |
| 開催日                | 大会名                                             | SP       | FS        | 結果      |
| 2007年1月21日 - 28日  | 全米フィギュアスケート選手権（スポケーン）         | 17 49.54 | 15 107.63 | 15 157.17 |
| 2006年10月12日 - 15日 | ISUジュニアグランプリ 台湾杯（台北）               | 2 55.51  | 4 100.67  | 4 156.18  |
| 2006年9月12日 - 17日  | ISUジュニアグランプリ メキシコ杯（メキシコシティ） | 2 54.05  | 4 94.45   | 3 148.50  |

| 2005-2006 シーズン |                                                             |          |          |          |           |
| 開催日             | 大会名                                                      | 予選     | SP       | FS       | 結果      |
| 2006年3月6日-12日  | 2006年世界ジュニアフィギュアスケート選手権（リュブリャナ）  | 6 105.20 | 14 51.08 | 9 101.09 | 11 152.17 |
| 2006年1月7日-15日  | 全米フィギュアスケート選手権 ジュニアクラス（セントルイス） | -        | 10 48.59 | 4 105.38 | 4 153.97  |

| 2004-2005 シーズン   |                                            |         |          |           |
| 開催日               | 大会名                                     | SP      | FS       | 結果      |
| 2004年9月16日 - 19日 | ISUジュニアグランプリ ハルビン（ハルビン） | 8 46.88 | 10 84.23 | 11 131.11 |

## プログラム使用曲
| シーズン  | SP | FS | EX                                                                              |
| --------- | --- | --- | ------------------------------------------------------------------------------- |
| 2016-2017 | 彼を帰して ミュージカル『レ・ミゼラブル』より 作曲：クロード＝ミシェル・シェーンベルク 振付：ローリー・ニコル                                              | 歌劇『道化師』より 作曲：ルッジェーロ・レオンカヴァッロ ボーカル：アンドレア・ボチェッリ 振付：ローリー・ニコル              |                                                                                 |
| 2015-2016 | 彼を帰して ミュージカル『レ・ミゼラブル』より 作曲：クロード＝ミシェル・シェーンベルク 振付：ローリー・ニコル                                              | Anniversary 作曲：YOSHIKI 振付：ローリー・ニコル                                                                             | Dance With Me Tonight ボーカル：オリー・マーズ                                  |
| 2014-2015 | ロクサーヌのタンゴ 映画『ムーラン・ルージュ』より 振付：ジョナサン・カサー映画『風とライオン』より 作曲：ジェリー・ゴールドスミス 振付：フィリップ・ミルズ | ピアノ協奏曲第2番 作曲：セルゲイ・ラフマニノフ 振付：フィリップ・ミルズ                                                      | Say Something ボーカル：タナー・パトリック                                      |
| 2013-2014 | 映画『レジェンド・オブ・メキシコ/デスペラード』より 作曲：ロバート・ロドリゲス 振付：ジェフリー・バトル                                                    | 映画『グラディエイター』より 作曲：ハンス・ジマー 振付：ローリー・ニコル                                                     |                                                                                 |
| 2012-2013 | ヴァイオリンと管弦楽のためのボレロ 作曲：ウォルター・タイエブ 振付：パスカーレ・カメレンゴ                                                                 | 『ガブリエルのオーボエ』『滝』 映画『ミッション』より 作曲：エンニオ・モリコーネ 振付：ローリー・ニコル                      |                                                                                 |
| 2011-2012 | ザ・フィーリング・ビギンズ 作曲：ピーター・ガブリエル 振付：ラリサ・ジー                                                                                   | 映画『グラディエイター』より 作曲：ハンス・ジマー 振付：ローリー・ニコル                                                     |                                                                                 |
| 2010-2011 | トッカータとフーガニ短調 作曲：ヨハン・ゼバスティアン・バッハ 演奏：ヴァネッサ・メイ                                                                       | 映画『アラビアのロレンス』より 作曲：モーリス・ジャール                                                                      | セニョリータ 曲：ジャスティン・ティンバーレイク Gasolina 曲：ダディー・ヤンキー |
| 2009-2010 | ウエスト・サイド物語 作曲：レナード・バーンスタイン 振付：ニコライ・モロゾフ                                                                               | 映画『ザ・ロック』より 作曲：Nick Glennie-Smith、ハンス・ジマー、ハリー・グレッグソン＝ウィリアムズ 振付：ニコライ・モロゾフ | セニョリータ 曲：ジャスティン・ティンバーレイク Gasolina 曲：ダディー・ヤンキー |
| 2008-2009 | 禿山の一夜 作曲：モデスト・ムソルグスキー | パガニーニの主題による狂詩曲 作曲：セルゲイ・ラフマニノフ                                                                    |                                                                                 |
| 2006-2007 | 映画『ティファニーで朝食を』より 作曲：ヘンリー・マンシーニ                                                                                                | アニメ『天空のエスカフローネ』より 作曲：菅野よう子                                                                          |                                                                                 |
| 2005-2006 | コロブチカ 作曲：ボンド | ウエスト・サイド物語 作曲：レナード・バーンスタイン                                                                          |                                                                                 |
| 2004-2005 | ハバ・ナギラ | 映画『パイレーツ・オブ・カリビアン』より 作曲：Klaus Badelt                                                                  |                                                                                 |
| 2003-2004 | シング・シング・シング 作曲：ルイ・プリマ | 映画『屋根の上のバイオリン弾き』より 作曲：ジョン・ウィリアムズ                                                              |                                                                                 |